# Matías Russo

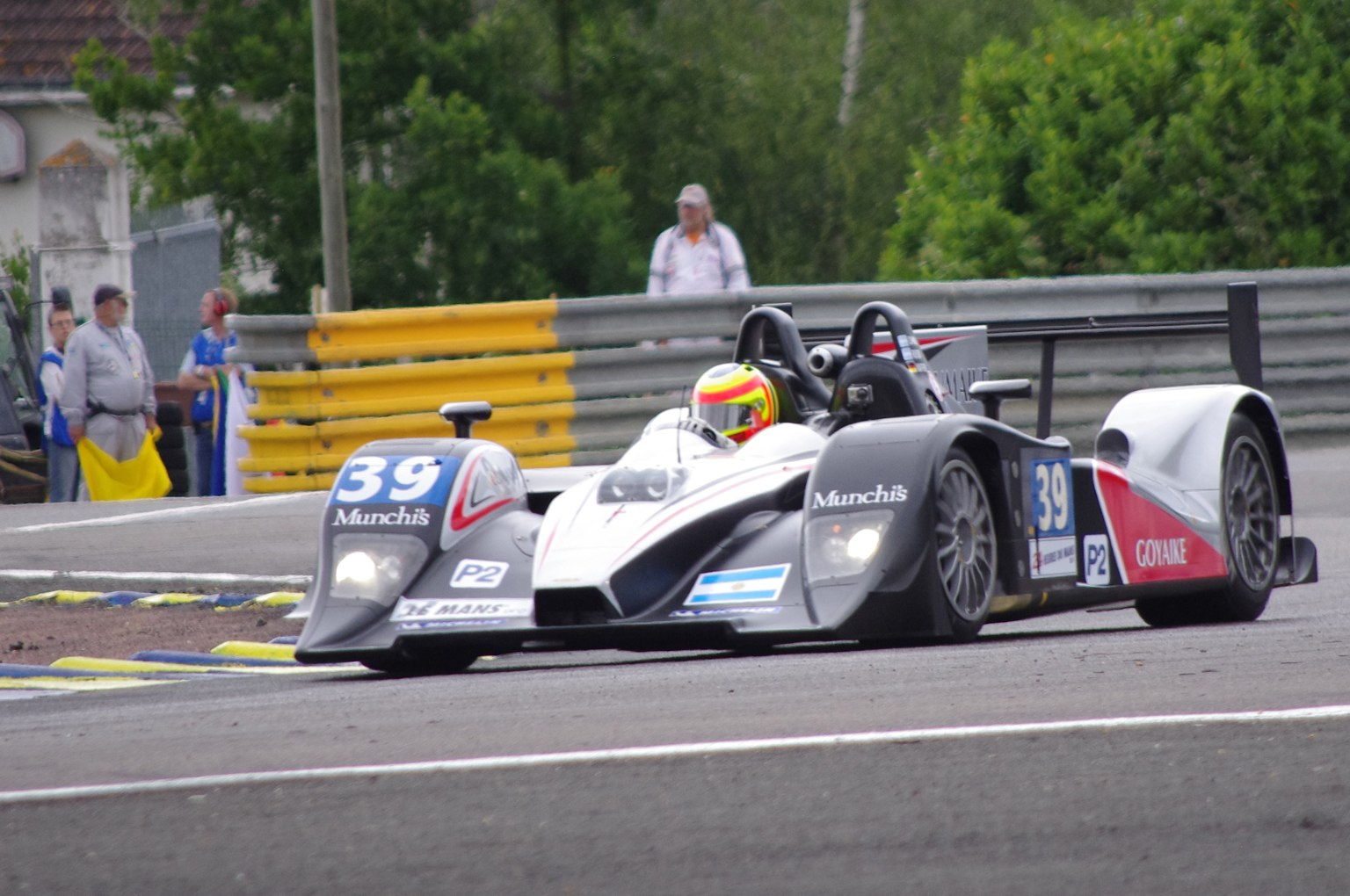
Der Lola B11/40 von Luís Pérez Companc, Pierre Kaffer und Matías Russo beim 24-Stunden-Rennen von Le Mans 2011

Matías Russo (* 4. September 1985 in Paraná) ist ein argentinischer Autorennfahrer.

## Karriere
Erste Erfolge im Motorsport feierte Matías Russo im südamerikanischen Monopostosport. 2001 wurde er Gesamtdritter in der südamerikanischen Formel-3-Meisterschaft. Es folgen zweite Endränge in der südamerikanischen Formel-Super-Renault-Meisterschaft 2003 und 2004.
2008 stieg er mit dem Rennteam seines Landsmanns Luís Pérez Companc in den internationalen Motorsport ein. Er fuhr einen Ferrari 430 GT in der FIA-GT-Meisterschaft 2008 und gab 2009 sein Debüt beim 24-Stunden-Rennen von Le Mans. 
In den 2000er-Jahren bestritt er Rennen in der European- und American Le Mans Series sowie in der International GT Open. 2016 pilotierte er einen Audi R8 LMS in der italienischen GT-Meisterschaft.

## Statistik

### Le-Mans-Ergebnisse
| Jahr | Team         | Fahrzeug         | Teamkollege        | Teamkollege     | Platzierung | Ausfallgrund |
| ---- | ------------ | ---------------- | ------------------ | --------------- | ----------- | ------------ |
| 2009 | AF Corse     | Ferrari F430 GTC | Luís Pérez Companc | Gianmaria Bruni | Rang 26     |              |
| 2011 | PeCom Racing | Lola B11/40      | Luís Pérez Companc | Pierre Kaffer   | Ausfall     | Defekt       |

### Sebring-Ergebnisse
| Jahr | Team                                   | Fahrzeug         | Teamkollege        | Teamkollege     | Platzierung | Ausfallgrund |
| ---- | -------------------------------------- | ---------------- | ------------------ | --------------- | ----------- | ------------ |
| 2009 | Advanced Engineering Pecom Racing Team | Ferrari F430 GTC | Luís Pérez Companc | Gianmaria Bruni | Rang 8      |              |